# Paul-Baudouin Michel
Paul-Baudouin Michel (Haine-Saint-Pierre, 7 september 1930- 30 oktober 2020) was een Belgisch componist en muziekpedagoog. Zijn tweede naam heeft hij vermoedelijk te danken aan Koning Boudewijn van België die op dezelfde dag geboren werd.
Hij kreeg zijn opleiding aan het Koninklijk Conservatorium Bergen en compositieleer aan de Muziekkapel Koningin Elisabeth en wel bij Jean Absil, bij wie hij in 1962 afstudeerde. Hij studeerde verder orkestleiding aan het Koninklijk Conservatorium Brussel, alsmede studiereizen naar Nice en Darmstadt. Hij werd al op jeugdige leeftijd directeur van de Muziekacademie van Sint-Lambrechts-Wolluwe (nabij Brussel) in 1974 overstappend naar het instituut in Bergen, alwaar hij docent compositieleer werd.
Zijn vroege werken kenmerken zich nog vanwege hun behoudende stijl, maar rond 1962 neigde hij naar seriële muziek. Daarna verwerkte hij allerlei combinaties in zijn werk zoals aleatoriek  Daartegenover stond zijn gebruik citaten in zijn werken toe te passen. Met de werken behaalde hij een aantal prijzen in wedstrijden. Vier werken van hem werden gepromoveerd tot verplicht werk bij de versies 1967 en 1993 (werken voor viool), 1972 en 1991 (werk voor piano) van de Koningin Elisabethwedstrijd.
Hij schreef ongeveer 200 werken binnen allerlei genres, zoals liederen etudes en elektroakoestisch werk. Zijn werken leverden hem allerlei nationale (Prijs Emile Doehaerd) en internationale prijzen (Lugano en Genève) op. Een aantal werken werd genoemd in het werk van Robijns en Zijlstra:
- 1960: Symfonische variaties (voor orkest)
- 1961: balletmuziek voor La boîte de pandore (voor orkest)
- 1962: Équator (cantate voor sopraan, bas, koor en orkest)
- 1962: Motet aléatoire sur le Veni Creator (koor, 19 instrumenten en slagwerk)
- 1963: Cinq inframorphoses (voor strijkorkest)
- 1966: Symphonium (voor orkest)
- 1968: Rex Pacificus (motet voor bas,koor, orkest en tape)
- 1970: Le feu et le monde (voor recitant, sopraan, bas, koor, 12 trompetten, orgel en slagwerk)
- 1970: Hors-temps (voor orkest)
- 1972: Toeutique IV (voor orkest)
- 1973: Le crétinisation ou l’education de Caliban (cantate voor recitant, tenor, koor, orkest en tape)
- 1974: Confluences (voor kamerorkest in twee groepen)
- 1975: Requiem pour un ordinateur (voor recitant, koor, twee piano’s, instrumentaal ensemble en tape)
- 1976: balletmuziek voor Le quatre saisons de Ganymède
- 1977: L’ère du verseau (voor recitant, sopraan, bas, koor en orkest)
- 1977: Cinq visions (voor cello en kamerorkest)
- 1978: Nivittri-Marga (voor piano en orkest)

Hij was lid van de Académie royale des sciences, des lettres et des beaux-arts de Belgique, professor muzikale analyse aan de genoemde muziekkapel alsmede professor compositieleer aan de conservatoria van Bergen en Brussel. Vanaf 2007 was hij Grootofficier in de Leopoldsorde. Zijn dochter Helene Michel werkt voor de RTBF.